# Vissac-Auteyrac
Vissac-Auteyrac település Franciaországban, Haute-Loire megyében. Lakosainak száma 300 fő (2022. január 1.). Vissac-Auteyrac Fix-Saint-Geneys, Mazeyrat-d’Allier, Saint-Arcons-d’Allier, Sainte-Eugénie-de-Villeneuve, Saint-Georges-d’Aurac, Saint-Jean-de-Nay, Siaugues-Sainte-Marie és Vazeilles-Limandre községekkel határos.

## Népesség
A település népessége az elmúlt években az alábbi módon változott:
| Lakosok száma | 225  | 379  | 284  | 322  | 337  | 338  | 327  | 306  | 303  | 300  |
|               | 1968 | 1982 | 1990 | 2006 | 2013 | 2015 | 2017 | 2019 | 2020 | 2022 |